# La ley
La ley, título original en francés La loi, es un libro de 1850 escrito por Frédéric Bastiat. Fue escrito en Mugron dos años después de la tercera Revolución francesa de 1848 y unos meses antes de morir de tuberculosis a los 49 años. El ensayo fue influenciado por el Segundo tratado sobre el gobierno civil de John Locke, a su vez influyó Economía en una lección de Henry Hazlitt. Se trata de la obra por la que Bastiat es más conocido, junto con la Petición de los fabricantes de velas y la Parábola del cristal roto.
En La ley, Bastiat afirma que "cada uno de nosotros tiene un derecho natural - de Dios - para defender su persona, su libertad y su propiedad". El Estado es una "sustitución de una fuerza común para las fuerzas individuales" para defender este derecho. La ley se pervierte cuando se castiga el derecho a la legítima defensa de uno en favor del derecho adquirido para saquear de otro.
Bastiat define dos formas de saqueo: "la codicia estúpida y la falsa filantropía". La avaricia estúpida son "los aranceles proteccionistas, subsidios, beneficios garantizados" y la falsa filantropía son "garantías de empleo, planes de socorro y asistencia social, educación pública, la tributación progresiva, de crédito gratis, y las obras públicas". El monopolismo y el socialismo son saqueo legalizado que Bastiat enfatiza que son legales pero no legítimos.
La justicia tiene límites precisos, pero la filantropía es ilimitada y el gobierno puede crecer indefinidamente cuando esta última se convierte en su función. El estatismo está "basado a esta hipótesis triple: la inercia total de la humanidad, la omnipotencia de la ley, y la infalibilidad del legislador". La relación entre el público y el legislador se convierte en "como el barro al alfarero". Bastiat dice: "No discuto su derecho a inventar combinaciones sociales, para anunciar, para defender, y para tratar sobre sí mismos, por su propia cuenta y riesgo. Pero niego su derecho a imponer estos planes sobre nosotros por la ley -la fuerza- y que nos obliguen a pagar por ellos con nuestros impuestos".

## Contemporáneos mencionados enLa ley
Están mencionados complementariamente Charles Forbes René de Montalembert, Pierre Carlier, William Penn.
Están mencionados de forma despectiva Charles Dupin, Jacques-Bénigne Bossuet, François Fénelon, Charles de Secondat, barón de Montesquieu, Jean-Jacques Rousseau, Guillaume Thomas, François Raynal, Gabriel Bonnot de Mably, Étienne Bonnot de Condillac, Louis de Saint-Just, Maximilien Robespierre, Jacques Nicolas, Billaud-Varenne, Louis Michel le Peletier de Saint-Fargeau, Morelly, François-Noël Babeuf, Robert Owen, Claude Henri de Rouvroy, conde de Saint-Simon, Charles Fourier, Louis Blanc, Pierre-Joseph Proudhon, Étienne Cabet, Pierre Laurent Barthélemy, conde de Saint-Cricq, Viscount André de Melun, Adolphe Thiers, Victor Prosper Considérant.